# Veretillum leloupi
Veretillum leloupi är en korallart som beskrevs av Tixier-Durivault 1960. Veretillum leloupi ingår i släktet Veretillum och familjen Veretillidae. Inga underarter finns listade i Catalogue of Life.